# Strażnica KOP „Postawiszki”

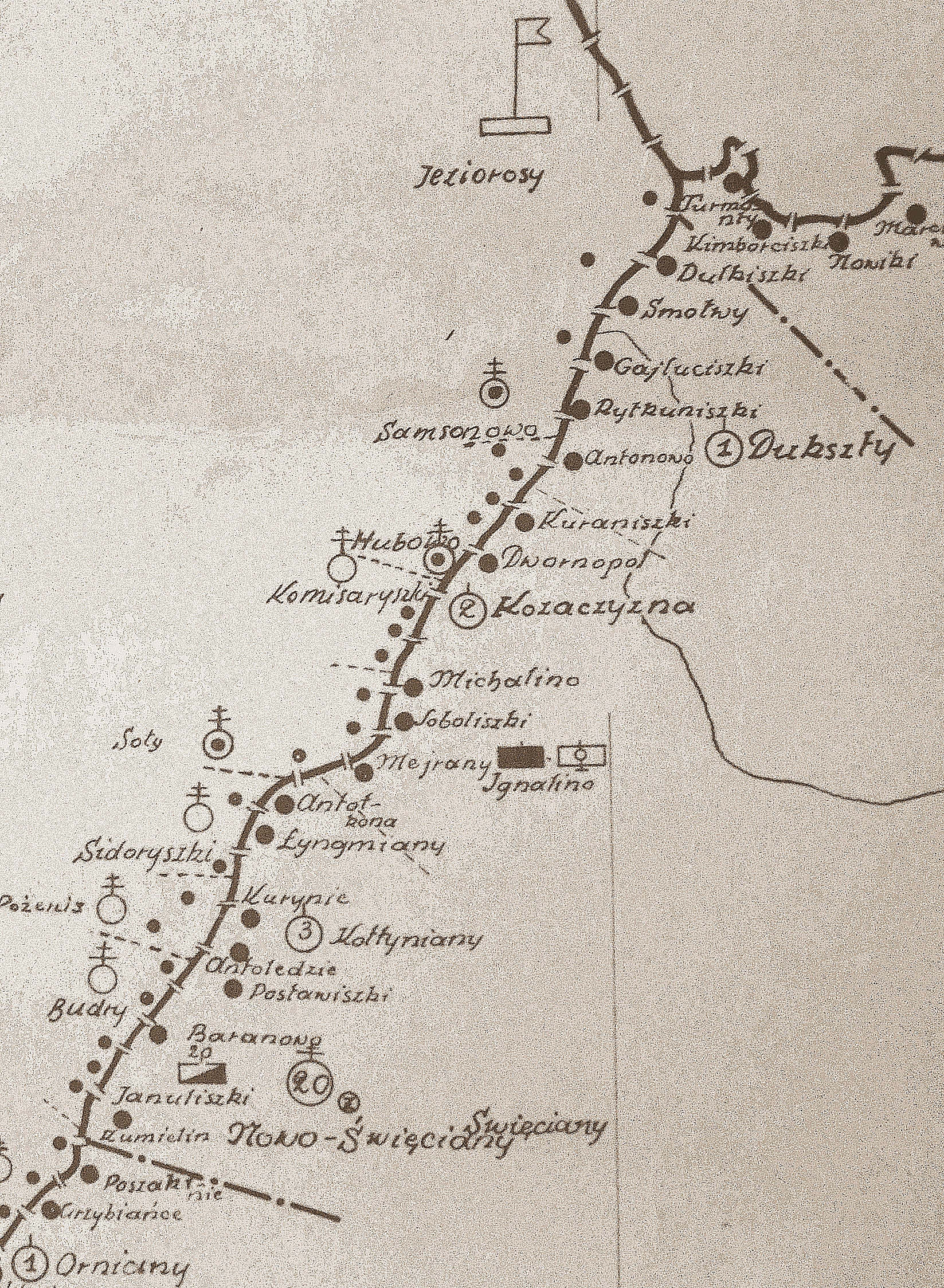
Rozmieszczenie batalionu KOP
„Nowe Świeciany” w 1931

Strażnica KOP „Postawiszki” – zasadnicza jednostka organizacyjna Korpusu Ochrony Pogranicza pełniąca służbę ochronną na granicy polsko-litewskiej.

## Formowanie i zmiany organizacyjne
W 1926, w składzie 6 Brygady Ochrony Pogranicza, został sformowany 20 batalion graniczny. W 1928 w skład batalionu wchodziło 12 strażnic. Strażnica KOP „Postawiszki” w latach 1929 – 1939 znajdowała się w strukturze 3 kompanii KOP „Kołtyniany”  batalionu KOP „Nowe Święciany”. Strażnica liczyła około 18 żołnierzy i rozmieszczona była przy linii granicznej z zadaniem bezpośredniej ochrony granicy państwowej.
W 1932 obsada strażnicy zakwaterowana była w budynku KOP. Strażnicę z macierzystą kompanią łączyła droga polna długości 3,5 km i droga leśna długości 10,5 km.

## Służba graniczna
Podstawową jednostką taktyczną Korpusu Ochrony Pogranicza przeznaczoną do pełnienia służby ochronnej był batalion graniczny. Odcinek batalionu dzielił się na pododcinki kompanii, a te z kolei na pododcinki strażnic, które były „zasadniczymi jednostkami pełniącymi służbę ochronną”, w sile półplutonu. Służba ochronna pełniona była systemem zmiennym, polegającym na stałym patrolowaniu strefy nadgranicznej, wystawianiu posterunków alarmowych, obserwacyjnych i kontrolnych stałych, patrolowaniu i organizowaniu zasadzek w miejscach rozpoznanych jako niebezpieczne, kontrolowaniu dokumentów i zatrzymywaniu osób podejrzanych, a także utrzymywaniu ścisłej łączności między oddziałami i władzami administracyjnymi. Strażnice KOP stanowiły pierwszy rzut ugrupowania kordonowego Korpusu Ochrony Pogranicza.
Strażnica KOP „Postawiszki” w 1932 ochraniała pododcinek granicy państwowej szerokości 6 kilometrów 950 metrów, a w 1938 pododcinek szerokości 4 kilometrów 800 metrów od słupa granicznego nr 845 do 853.
Sąsiednie strażnice:
- strażnica KOP „Baranowo” ⇔ strażnica KOP „Antoledzie” – 1929[2], 1931[3] , 1932[4], 1934[5] i w 1938[6]

## Dowódcy strażnicy
sierż. Anastazy Bieliński (poł. 1935) – (poł. 1936)